# Primera División de Costa Rica 1949
Die Saison 1949 war die 29. Spielzeit der Primera División de Costa Rica, der höchsten costa-ricanischen Fußballliga. Es nahmen acht Mannschaften teil. Alajuela gewann zum 5. Mal in der Vereinsgeschichte die Meisterschaft.

## Austragungsmodus
- Die acht teilnehmenden Mannschaften spielten in einer Einfachrunde (Hin- und Rückspiel) im Modus Jeder gegen Jeden den Meister aus.
- Der Letztplatzierte bestritt ein Relegationsspiel gegen den Meister der 2. Liga.

## Endstand

### Hauptrunde
| Pl.             | Verein                       | Sp. | S | U | N | Tore  | Diff. | Punkte |
| --------------- | ---------------------------- | --- | - | - | - | ----- | ----- | ------ |
| 01              | LD Alajuelense               | 14  | 9 | 0 | 5 | 57:30 | 27    | 18     |
| 02              | Orión FC                     | 14  | 8 | 1 | 5 | 48:43 | 5     | 17     |
| 03              | CS Herediano (M)             | 14  | 8 | 0 | 6 | 40:42 | −2    | 16     |
| 04              | SG Española                  | 14  | 6 | 3 | 5 | 35:29 | 6     | 15     |
| 05              | CF Universidad de Costa Rica | 14  | 6 | 1 | 7 | 35:41 | −6    | 13     |
| 06              | CS Cartaginés                | 14  | 6 | 0 | 8 | 39:49 | −10   | 12     |
| 07              | CD Saprissa (N)              | 14  | 5 | 1 | 8 | 38:42 | −4    | 11     |
| 08              | CS La Libertad               | 14  | 4 | 2 | 8 | 27:43 | −16   | 10     |
| Stand: Endstand |                              |     |   |   |   |       |       |        |

### Relegation
| Letzter 1°División | Gesamt | Meister 2°División     | Hinspiel | Rückspiel | Entscheidungsspiel |
| ------------------ | ------ | ---------------------- | -------- | --------- | ------------------ |
| CS La Libertad     |        | CS Uruguay de Coronado | 1:0      | 3:4       | 2:4                |

Es wurde nachträglich beschlossen, die Liga auf 9 Mannschaften aufzustocken, somit spielte auch La Libertad in der nächsten Saison in der 1a División.

## Pokalwettbewerbe

### Copa Gran Bretaña 1949
Die vor der Saison ausgespielte Copa Gran Bretaña 1949 gewann Alajuela im Finale gegen SG Española mit 3:1.

### Torneo Relámpago 1949
Das Torneo Relámpago, an dem die Erstligamannschaften teilnahmen und ein Spiel nur 30 Minuten dauerte, gewann Saprissa im Finale gegen Heredia mit 3:0.